# Riedelia plectophylla
Riedelia plectophylla là một loài thực vật có hoa trong họ Gừng. Loài này được Karl Moritz Schumann miêu tả khoa học đầu tiên năm 1899 dưới danh pháp Alpinia plectophylla. Năm 1904, ông chuyển nó sang chi Riedelia, nhưng do nhận thấy Alpinia plectophylla và Alpinia macrantha được Rudolph Herman Christiaan Carel Scheffer mô tả năm 1876 chỉ là một loài, nên ông đã định danh nó là Riedelia macrantha. Tuy nhiên, danh pháp do Scheffer đặt là nomen illegitimum (tên không hợp lệ), do nó đã được Eduard Friedrich Poeppig và Stephan Friedrich Ladislaus Endlicher sử dụng từ năm 1838 để chỉ loài có ở Trung Mỹ và vùng nhiệt đới Nam Mỹ, với danh pháp chính thức hiện nay là Renealmia alpinia. Năm 2016, Rafaël Govaerts đã hiệu chỉnh lại danh pháp thành Riedelia plectophylla.

## Phân bố
Loài này được tìm thấy trên đảo New Guinea trong khu vực gần Andai, tỉnh Tây Papua, Indonesia. Mẫu định danh là Beccari số 618,  do Odoardo Beccari (1843-1920) thu thập năm 1872.